# Liste der britischen Botschafter in Guatemala
Der Leiter der Britischen Botschaft in Guatemala-Stadt ist ebenfalls in bei der Regierung in El Salvador akkreditiert. Die britische Botschaft in Tegucigalpa wurde im Dezember 2003 geschlossen.
| Ernennung/Akkreditierung | Name                                   | Bemerkungen                                                        | Posten verlassen |
| ------------------------ | -------------------------------------- | ------------------------------------------------------------------ | ---------------- |
| 1834                     | Frederick Chatfield                    | Geschäftsträger 1850 auch in Costa Rica akkreditiert.              | 1850             |
| 1854                     | Charles Wyke                           | Generalkonsul in Mittelamerika                                     | 1858             |
| 1901                     | Ralph Paget                            | Geschäftsträger                                                    | 1902             |
| 1905                     | Lionel Edward Gresley Carden           |                                                                    | 1913             |
| 1948                     | Wilfred Hansford Gallienne (1897–1956) | [ 3 ]                                                              | 1954             |
| 1954                     | Roger Allen                            |                                                                    | 1955             |
| 1959                     | Edward Jackson                         |                                                                    | 1960             |
| 1960                     | Michael S. Williams                    | 1962 erster Botschafter nach Erhebung der Vertretung zur Botschaft | 1963             |
| 1963                     | Sir Robert Isaacson                    |                                                                    | 1964             |
| 1998                     | Andrew Caie                            | [ 4 ]                                                              | 2001             |
| 2001 Oktober             | Richard Douglas Lavers                 | [ 5 ]                                                              | 2001             |
| 2007                     | Ian N. Hughes                          | [ 6 ]                                                              | 2009             |
| 2009                     | Julie Chappell                         |                                                                    | 2012             |
| 2012                     | Sarah Dickson                          |                                                                    | 2015             |
| 2015                     | Thomas Carter                          | [ 7 ]                                                              | 2017             |
| 2017                     | Carolyn Davidson                       | [ 8 ]                                                              |                  |